# Pramfarten på Gudenåen
Helt tilbage til Danmarks forhistorie har Gudenåen været en af Jyllands hovedveje; Derom vidner de mange bopladser, og på trods af mange fald og forhindringer har det nok været lettere at transportere ting af vandvejen, end gennem et vildnis uden, eller med elendige veje. 

## Tidligste vidnesbyrd
De ældste vidnesbyrd om Pramfarten på Gudenåen er fundet i gamle retsprotokoller fra 1400-tallet. Kong Christoffer af Bayern (1418-1448) bekendtgjorde, at "trækkarle havde lov til at slæbe pramme op langs åen med tov". 
I 1548 bestilles 10.000 mursten ved Øm Klosters teglværk, der skal prammes til Randers, når de er færdigbrændt. 
I en tid hvor man regnede med mellem 40 og 60 munkesten på et vognlæs, har det nok kunnet betale sig med et par omladninger, frem for at skulle hele vejen med vogne. 
I Kancelliets Brevbøger finder man i 1550 et brev til jyske lensmænd om oprensning af åen, og året efter om at istandsætte ålegårdene og sikre passage fra Randers til Silkeborg. 
I inventarlisten fra 1588 for Silkeborg Slot nævnes ud over fiskebåde, 4 pramme.

## Pramfarten sættes i system
I 1776 foretog landinspektør Wesenberg et nivellement for Ritmester Hoff der havde overtaget Silkeborg, og havde store transportproblemer i det vildsomme terræn.
Han forelagde en plan om at bygge 16 sluser, men det blev anset for alt for kostbart, og disse planer blev skrinlagt.
Hoffs søn H.M. Hoff var også herredsfoged i Tyrsting — Vrads Herred, og stærkt interesseret i at udvikle egnen, og han fik i 1799 gjort regeringen interesseret i at gøre noget ved sagen. Der blev udarbejdet en ny plan som indebar regulering af ålegårdene og en handelsplads ved Silkeborg. Et overslag over omkostningerne var på kun 20.000 rigsdaler, men planen strandede på modstand fra lodsejerne langs åen, ikke mindst fra Ans Kro, der frygtede konkurrencen om købmandshandlen, som de havde stort set eneret på.
Det blev den næste ejer af Silkeborg Hovedgård, H.P. Ingerslev (1804-1823), der endelig skabte mulighed for gennemgående trafik på Gudenåen.
Han var kommet i klemme af en ny skovforordning, der trådte ikraft omtrent samme tid som han overtog gården; Den forbød ham at hente tømmer i en årrække efter overtagelsen. 
Ingerslevs første plan, handlede om en sejlforbindelse til Århus.
Fra Silkeborg til Ry ad Gudenåen og søerne, ind ad Birksø, Knudsø, Ravnsø, Veng Sø, Gammelgård Sø (nu afvandet), Tåstrup Sø og Brabrand Sø og Århus Å.
Planen blev opgivet på grund af for store højdeforskelle. 
Han søgte så hjælp hos staten – mod et lån på 100.000 rigsdaler tilbød han at gøre Gudenåen sejlbar fra Silkeborg til Bjerringbro. Strækningen derfra og til Randers var blevet anlagt nogle få år før.
Han forpligtede sig til at skabe en sejlrende med en dybde på en meter og en bredde på 9-10 meter, at anlægge en trækvej langs åen, og fjerne ålegårde og andre forhindringer.
Staten forbød samtidig anlæg af nye ålegårde og broer, og kom med et kongeligt cirkulære om ekspropriation af jord til trækstien.
Det var i første omgang en meget primitiv sti, og vandforholdene var heller ikke de bedste, men staten accepterede at kontrakten var opfyldt. 
I starten havde ruten nok mest betydning for transporten af træ og korn. Udviklingen af området gik trægt, hvilket medførte at Ingerslev ikke kunne betale afdragene på sit lån til staten, som overtog Silkeborg Hovedgård ved en tvangsauktion i 1823.
Efterhånden kom udviklingen i gang og der blev anlagt tørvefabrikker og teglværker langs åen, der udviklede sig til egnens hovedtrafikåre for både varer og passagerer.

## Storhedstiden
Med anlæggelsen af Silkeborg Papirfabrik og oprettelsen af en handelsplads nåede pramfarten sin storhedstid.
Der var i 1842 oprettet en åbestyrelse der nåede frem til en aftale mellem lodsejerne langs åen, og pramfolkene og opkrævede en afgift af prammene til vedligehold af ruten.
I 1851-52 opnåede man en bevilling på finansloven til uddybning af åen og anlæggelsen af en ordentlig trækvej.
Man fyldte op og anlagde stenkister over grøfter; byggede broerne højere og gjorde sejlrenden bredere så to pramme kunne passere hinanden. Nogle steder rettede man lidt ud på svingene
Et af de største problemer var de omkring 20 ålegårde på strækningen; De fleste blev fjernet, men andre blev ombygget så de kunne åbnes for prammene. 
Man sejlede med brænde , tørv, landbrugsvarer, mursten – 2 millioner mursten i 1847. Papirfabrikken fik sine maskiner sejlet op, og det færdige papir sendt ned til Randers; efterhånden som produktionen steg, var der heller ikke energi nok i vandkraften, og man fik betydelige mængder kul prammet op.
Da pramfarten var på sit højeste var der mellem 150 og 200 pramme i drift på Gudenåen, men det begyndte allerede at gå tilbage da jernbanen blev anlagt, først til Bjerringbro i 1864, og til Silkeborg i 1871; Landevejene var også blevet stærkt forbedret i 1850-erne.
Kjællinghøl var et sted hvor pramdragerne blev holdt hvil, dette gjorde de under et egetræ, der i dag kaldes brændevinsegen.
Med anlæggelsen af Gudenåcentralen og Tange Sø i 1920, var det definitivt slut med pramarten, men helt frem til da, blev der stadig fragtet tørv og tegl på pramme.